# Irã nos Jogos Olímpicos de Verão de 1992
O Irã competiu nos Jogos Olímpicos de Verão de 1992, realizados em Barcelona, Espanha.